# Jean-Pierre Tafunga Mbayo
Jean-Pierre Tafunga Mbayo SDB (Panda-Likasi, República Democrática do Congo, 25 de julho de 1942 - Pretória, África do Sul, 31 de março de 2021) foi um ministro congolês e arcebispo católico romano de Lubumbashi.

Jean-Pierre Tafunga Mbayo entrou na Ordem Salesiana de Dom Bosco e recebeu o Sacramento da Ordem em 16 de setembro de 1972.
Em 6 de outubro de 1992, o Papa João Paulo II o nomeou Bispo de Kilwa-Kasenga. O Arcebispo de Lubumbashi, Eugène Kabanga Songasonga, o consagrou em 31 de janeiro de 1993; Os co-consagradores foram o Bispo de Goma, Faustin Ngabu, e o Bispo de Kalemie-Kirungu, Dominique Kimpinde Amando. 
Em 10 de junho de 2002, João Paulo II o nomeou Bispo de Uvira. 
Papa Bento XVI nomeou-o Arcebispo Coadjutor de Lubumbashi em 31 de julho de 2008. Em 1 de dezembro de 2010, Jean-Pierre Tafunga Mbayo tornou-se arcebispo de Lubumbashi, sucedendo a Floribert Songasonga Mwitwa, que renunciou por motivos de idade.